# Astartea glomerulosa
Astartea glomerulosa är en myrtenväxtart som beskrevs av Johannes Conrad Schauer. Astartea glomerulosa ingår i släktet Astartea och familjen myrtenväxter. Inga underarter finns listade i Catalogue of Life.